# 정판사 위조지폐 사건
정판사 위조지폐 사건(精版社 僞造紙幣 事件)은 1946년 5월 서울에서 일어난 위폐 범죄 적발 사건으로, 정치적인 파장이 커서 남한의 공산주의 운동 세력과 미군정의 정면 충돌을 불러오는 결과를 낳았다. 조선공산당의 당원인 은행 직원이 이관술의 지휘하에 10만 원의 위조지폐를 만들다가 야간순찰중이던 군정청 수도경찰에 의해 적발되었다.
한편 이 사건으로 한국 천주교회는 미군정으로부터 정판사를 불하받고 왜소한 교세에도 불구하고 중앙일간지인 경향신문을 창간하게 된다.

## 경과
1945년 재건된 조선공산당은 소공동의 정판사(精版社)가 위치한 건물에 입주하여 기관지 《해방일보》를 발행하기 시작했다. 정판사 또는 조선정판사는 박낙종(朴洛鍾)이 사장으로, 일제 강점기 조선은행의 지폐를 인쇄하던 인쇄소였다. 당시 《해방일보》의 사장은 권오직, 편집인 겸 주간은 조일명이었다.
1946년 5월 15일 수도경찰청 청장인 장택상은 '조선공산당 인사들이 정판사에서 약 1천 2백만원 어치의 위조 지폐를 찍어 유포한 사실이 드러났으며, 관련자들을 체포했다'고 공식 발표했다. 조선공산당의 활동 자금 마련과 남한 경제의 교란을 동시에 추구하기 위하여 이런 일을 저질렀다는 것이 경찰의 주장이었고, 조선공산당은 조작 사건이라며 혐의를 부인했다.
수사 결과에 따르면 이 사건의 주범은 조선공산당 재정부장인 이관술과 《해방일보》 사장 권오직이고, 이들의 지시로 정판사 사장 박낙종, 서무과장 송언필이 위조 지폐를 인쇄해 유통시켰다. 조선공산당 당원이며 일제 강점기 부터 정판사 직원이었던 김창선이 지폐 인쇄판을 미리 훔쳐 갖고 있었다는 것이다. 권오직은 38선 이북으로 달아났고, 이관술은 체포되어 무기징역을 선고 받았다.

## 영향
이 사건으로 정판사는 좌우이념대립당시 우파 노선을 걷던 천주교회에 불하되어 이름을 바꾸고 《경향신문》을 인쇄하게 되었다. 《해방일보》는 무기정간 조치로 폐간당하는 수모를 당하게 되었으며 조선공산당은 당사 압수 수색을 받은 뒤 입주해 있던 건물에서 쫓겨났다. 조선공산당이 이 사건이 날조되었다고 주장, 미군정에 강경한 반미 공세로서 맞서면서 양측의 갈등이 고조되었고, 조선공산당 총비서 박헌영이 서둘러 월북하는 계기가 되었다.

## 조작 의혹과 논란
이 사건의 중요한 증거는 피고인들의 자백이었는데, 이관술을 비롯한 이들은 경찰과 검찰에서 진술이 고문때문이었다며 재판 과정에서 피의 사실을 번복했다. 이외에 유일한 증거로 확보된 것은 만원권 위조지폐 2장이었다. 그러나, 당시에는 위조지폐 사건이 많아서 이를 증거로 삼기에는 부족했고, 당시 공산당이 돈이 궁핍했다는 자료도 없었다. 그럼에도 불구하고, 1946년 11월 23일 선고공판에서 유죄가 인정되었고, 이관술은 종신형을 받았다가 한국전쟁 발발 이후 처형되었다.
이 사건을 둘러싼 의혹은 이후 공산당의 활동이 불법화되면서 더 이상 풀리지 않게 되었다.
그러나 이 사건이 조작이라면 당시 조선공산당은 우연히 그 건물에 입주했는데, 들어가서 보니 거기에 지폐 인쇄시설이 있었을 뿐이고, 그것을 전혀 활용한 적도 없었다는 말이 된다. 그러나 그런 기가 막힌 우연이 실제로 일어났을 가능성은 없다. 그 건물에 입주한 동기 자체가 그러한 시설의 존재를 사전에 알고 활용할 목적이었던 것이다. 사건 당시 조선공산당원으로 기관지 해방일보의 정치부 수석기자로 있었던 박갑동(朴甲東, 1919~ )은 저서 《박헌영(朴憲永) - 그 일대기를 통한 현대사의 재조명》에서 당시 자금난에 시달려 활동비 조달에 애로를 겪던 조선공산당이 근택(近澤) 빌딩에 지폐 인쇄시설이 있다는 것을 사전에 알고 그 건물을 접수했다고 하였다.
당시 재판도 이례적으로 여러 차례 공판을 거쳤고, 심리도 충분히 했으므로 사건 자체가 조작이었을 가능성은 없다 이처럼 정판사 위조 지폐사건은 당시 급속도록 번져가던 조선공산당의 발목을 휘어잡은 결정적인 사건이라고 할 수 있다. 조선공산당(남로당) 박헌영의 지시로 시작된 위조지폐사건은 시장경제를 교한 혼란시키고 남로당의 활동비로 사용하였다.  1946년 9월6일 박헌영을 비롯한 조선 공산당 간부 이강국 이주하가 체포령을 발부받게 된다. 같은날 미군정청은 3개 좌익신문 조선인민보, 중앙신문, 현대일보를 폐간시키고 신문사 간부들을 체포하였다. 이때 박헌영은 이북으로 탈출할 계획을 세우고 지하로 잠입했다가 북한으로 들어갔다. 말해지는 듯하나, 최신 연구에 따르면 당시 재판에 관해 "현재 남아있는 여러 자료를 비교 검토한 결과 정판사 ‘위폐’ 사건은 여러 가지 의혹이 많을 뿐 아니라 검사의 논고 및 재판부의 판결에서도 여러 가지 결정적인 모순점들이 발견"되었으며, "이 사건은 미군정이 조선공산당을 탄압하기 위해 조작한 사건이며, 피고들은 최소한 검사 측의 공소 제기 사실에 대해서만큼은 무죄라는 결론을 얻을 수 있었다"고 하니 참고할 수 있겠다.

## 참고 문헌
- 안재성 (2006년 8월 20일). 〈18. 조선정판사 사건〉. 《이관술 1902-1950》. 서울: 사회평론. ISBN 978-89-5602-651-0.
- 한상철,이영복 공저 (2011년 3월 25일). 〈p125〉. 《내가 쓰는 한국 근현대사》. 서울: 우리교육. ISBN 978-89-8040-940-2.
- 찬탁·반탁 좌우분열에 자주통일은 멀어지고 신동아